# 余太山
余太山（1945年7月—），祖籍江苏无锡，生于上海，中国历史学者。1981年10月获中国社会科学院研究生院历史系硕士学位。后来在中国社会科学院工作，1991年成为中外关系史研究室主任。2010年入选中国社会科学院荣誉学部委员。
余太山擅长中亚古代史研究，发表了《嚈哒史研究》（1986年）、《塞种史研究》（1992年）、《两汉魏晋南北朝与西域关系史研究》（1995年）、《古族新考》（2000年）、《两汉魏晋南北朝正史西域传研究》（2003年）、《两汉魏晋南北朝正史西域传要注》（2005年）等专著及90多篇论文。《嚈哒史研究》是中国关于嚈哒这一游牧民族的首部专著。另外，余太山还主编了《西域通史》（1996年）、《西域文化史》（1996年）等书。